# Sarah Hoffman
Sarah Hoffman, née le 23 mai 1980, est une enseignante et femme politique albertaine. Elle est la vice-première ministre et ministre de la Santé de l'Alberta de 2015 à 2019. 
Elle est élue à l'Assemblée législative de l'Alberta lors de l'élection provinciale de 2015. Elle représente la circonscription d'Edmonton–Glenora en tant qu'une membre du Nouveau Parti démocratique de l'Alberta.